# Alexei Alexandrowitsch Wizenko
Alexei Alexandrowitsch Wizenko (russisch Алексей Александрович Виценко; * 20. April 1990) ist ein russischer Skilangläufer.

## Werdegang
Wizenko erreichte im November 2009 in Werschina Tjoi mit Platz acht über 10 km klassisch seine erste Top-10-Platzierung im Eastern Europe Cup und gewann bei den Nordischen Junioren-Skiweltmeisterschaften 2010 in Hinterzarten Silber mit der russischen Staffel. Im November 2010 erzielte Wizenko mit Platz drei beim Sprint in Werschina Tjoi seine erste Podiumsplatzierung im Eastern Europe Cup und belegte einen Tag später über 15 km klassisch den neunten Platz. Im Dezember 2010 wurde er Achter über 15 km klassisch beim Eastern Europe Cup in Krasnogorsk. Sein Debüt im Skilanglauf-Weltcup gab Wizenko im Januar 2011 in Otepää, wo er das Rennen über 15 km klassisch als 44. beendete; am 6. Februar 2011 wurde er beim Weltcup in Rybinsk mit der dritten russischen Staffel Siebter. Mit Platz sechs beim Skiathlon Ende Februar 2014 in Syktywkar gelang Wizenko eine weitere Top-10-Platzierung im Eastern Europe Cup, bevor er im November 2014 über 15 km klassisch in Werschina Tjoi seinen ersten Sieg erzielte; einen Monat später erreichte er mit Rang sieben über 30 km klassisch in Krasnogorsk eine weitere Top-10-Platzierung. Bei seinem insgesamt dritten Weltcupstart erreichte Wizenko mit Rang 26 im Skiathlon von Rybinsk die Weltcup-Punkteränge. In der Saison 2016/17 holte er im Eastern Europe Cup zwei Siege. Zudem belegte er dreimal den dritten Platz und gewann zum Saisonende die Gesamtwertung. In der folgenden Saison errang er den 46. Platz beim Ruka Triple und den 18. Platz bei der Tour de Ski 2017/18 und erreichte damit den 43. Platz im Gesamtweltcup. Bei den Olympischen Winterspielen 2018 in Pyeongchang lief er auf den 49. Platz über 15 km Freistil, auf den 23. Rang im Skiathlon und auf den 21. Platz im Sprint. In der Saison 2019/20 belegte er mit zwei dritten, drei zweiten und einen ersten Platz, den zweiten Platz in der Gesamtwertung des Eastern Europe Cups und in der Saison 2021/22 mit je zwei ersten und dritten Plätzen sowie einen zweiten Platz den zweiten Platz.

## Siege bei Continental-Cup-Rennen
| Nr. | Datum             | Ort            | Disziplin                       | Serie              |
| --- | ----------------- | -------------- | ------------------------------- | ------------------ |
| 1.  | 19. November 2014 | Werschina Tjoi | 15 km klassisch Individualstart | Eastern Europe Cup |
| 2.  | 24. November 2016 | Werschina Tjoi | 15 km klassisch Individualstart | Eastern Europe Cup |
| 3.  | 10. Februar 2017  | Krasnogorsk    | 15 km klassisch Individualstart | Eastern Europe Cup |
| 4.  | 27. Februar 2019  | Syktywkar      | 30 km Skiathlon                 | Eastern Europe Cup |
| 5.  | 30. November 2019 | Werschina Tjoi | 15 km Freistil Individualstart  | Eastern Europe Cup |
| 6.  | 13. Februar 2022  | Krasnogorsk    | Sprint klassisch                | Eastern Europe Cup |
| 7.  | 23. Februar 2022  | Tjumen         | 15 km Freistil Individualstart  | Eastern Europe Cup |